# Paramastix
Paramastix,  rod zelenih alga čija porodična pripadnost još nije točno utvrđena. Postoje dvije priznate vrste, obje iz Skandinavije. Tipična je vrsta slatkovodna alga P. conifera

## Vrste
1. Paramastix conifera Skuja - tipična
2. Paramastix truncata Skuja